# AJ Auxerre
Association de la Jeunesse Auxerroise ili skraćeno Auxerre je francuski nogometni klub iz istoimenog grada koji se natječe u Ligue 1. Klub je osnovan 1905. godine te svoje domaće utakmice igra na stadionu Abbé-Deschamps.

## Klupski uspjesi

### Domaći uspjesi
Ligue 1:
- Prvak (1): 1995./96.

Ligue 2:
- Prvak (2): 1979./80., 2023./24.

Francuski kup:
- Prvak (4): 1993./94., 1995./96., 2002./03., 2004./05.
- Finalist (1): 1978./79.

## Poznati igrači
Navijači kluba izabrali su idealnu momčad Auxerra svih vremena.
- Bruno Martini
- Laurent Blanc
- Basile Boli
- Philippe Mexès
- Jean-Alain Boumsong
- Vincenzo Scifo
- Corentin Martins
- Yann Lachuer
- Djibril Cissé
- Eric Cantona
- Andrzej Szarmach

## Treneri
- Pierre Grosjean: 1946. – 1947.
- Jean Pastel: 1947. – 1948.
- Jacques Boulard and Bruneau: 1948. – 1950.
- Georges Hatz: 1950. – 1952.
- Marc Olivier: 1952. – 1953.
- M. Pignault: 1953. – 1955.
- Pierre Meunier: 1955. – 1956.
- Jacques Boulard: 1956. – 1958.
- Joseph Holmann: 1958. – 1959.
- Christian Di Orio: 1959. – 1961.
- Guy Roux: 1961. – 1962.
- Jacques Chevalier: 1962. – 1964.
- Guy Roux: 1964. – 2000.
- Daniel Rolland: 2000. – 2001.
- Guy Roux: 2001. – 2005.
- Jacques Santini: 2005. – 2006.
- Jean Fernandez: 2006. – 2011.
- Laurent Fournier: 2011. – 2012.
- Jean-Guy Wallemme: 2012.
- Bernard Casoni: 2012. – 2014.
- Jean-Luc Vannuchi: 2012. – 2014.
- Viorel Moldovan: 2016.
- Cédric Daury: 2016. – 2017.
- Francis Gillot: 2017.
- Pablo Correa: 2018. – 2019.
- Cédric Daury: 2019.
- Jean-Marc Furlan: 2019. – 2022.
- Christophe Pélissier: 2022. – danas

## Vanjske poveznice
- Službena stranica